# Alternaria aragakii
Alternaria aragakii är en svampart som beskrevs av E.G. Simmons 1993. Alternaria aragakii ingår i släktet Alternaria och familjen Pleosporaceae.   Inga underarter finns listade i Catalogue of Life.